# Палаццо Поджи
Палаццо Поджи (итал. Palazzo Poggi) — дворец в Болонье (Италия), служащий главным корпусом и ректоратом Болонского университета.

## История
Палаццо Поджо был построен в качестве резиденции Алессандро Поджо и его брата, будущего кардинала Джованни Поджо, в период с 1549 по 1560 год. Возможно его архитектором был Бартоломео Триачини, которому епископ Джованни Поджи поручил строительство дворца незадолго до того, как он был возведён в сан кардинала. Согласно же другим данным палаццо был воздвигнут по проекту Пеллегрино Тибальди. Кардинал Поджи познакомился с ним после того, как художник переехал в Рим в 1547 году, а впоследствии поручил ему расписать палаццо Поджи. Тибальди, будучи уроженцем Болоньи, вернулся в город в 1555 году и расписал фресками дворец кардинала и его семейную часовню. Эти фрески относят к шедеврам Тибальди.
2 января 1710 года в доме учёного Луиджи Фердинандо Марсили была торжественно основана болонская «Академия живописцев» (Accademia dei Pittori). Её статут был утвержден папой Климентом XI в октябре 1711 года, и академия получила название «Академия Клементина» (Accademia Clementina). 12 декабря 1711 года в Болонье была основана Новая Академия, она стала частью Института свободных наук и искусств (Istituto delle Scienze e Arti Liberali), основанного при поддержке папы.  В 1714 году Институт изменил свое название на Accademia delle scienze dell’Istituto di Bologna. Академия заняла первый этаж Палаццо Поджи (в то время Палаццо Челлези). Академия наук находилась этажом выше, а ещё выше — астрономическая обсерватория. 
Башенная обсерватория (итал. La Specola) была воздвигнута в период с 1712 по 1725 год. Здание библиотеки было построено в 1744 году по проекту архитекторов Джузеппе Антонио Торри и Карло Франческо Дотти. В 1756 году был открыт монументальный Большой зал института, пристроенный к северной стороне дворца.
Институт науки являлся образцовым учебным заведением в Европе эпохи Просвещения, занимая важнейшее место в деятельности Болонского университета. Он пользовался покровительством римского папы Бенедикта XIV, который был уроженцем Болоньи. В наполеоновский период научное оборудование института было распределено среди различных факультетов университета, а исторические коллекции были разделены и отданы разным музеям. В Палаццо Поджи осталась только библиотека, которая должна была стать ядром будущей университетской библиотеки.
Ныне палаццо Поджи является одним из главных зданий Болонского университета. В конце XX века университет запустил культурный проект по возвращению и сбору рассеянных раннее коллекций палаццо обратно.

## Расположение и использование
Нынешний облик палаццо Поджи с большим внутренним двором с лоджией и большой лестницей, ведущей к бельетажу, был сформирован при кардинале Джованни Поджи.
Дворец украшают фрески, относящиеся, преимущественно, к периоду маньеризма и раннего барокко:
- Залы Моисея, Давида и сфинксов работы Просперо Фонтаны
- Залы Сусанны и Зодиака работы Пеллегрино Тибальди
- Залы Камиллы, пейзажем, концертный зал с изображением подвигов Геракла и путти с виноградом работы Никколо дель Аббате
- Залы Гроттески и Телемона работы Фонтаны, Нозаделлы и Эрколе Прокаччини Старшего.

На первом этаже находится зал, посвященный поэту Джозуэ Кардуччи, Аула Кардуччи, в котором поэт читал лекции по итальянскому языку и литературе в течение 40 лет. Также на первом этаже находится Комната Геркулеса, в которой находится статуя мифологического героя, изваянная Анджело Пио в 1730 году. Во дворце также находятся различные университетские музеи, ректорат университета, библиотека Болонского университета и картинная галерея с более чем 600 прекрасными портретами
На первом этаже дворца расположен зал Кардуччи (итал. Aula Carducci), посвящённый поэту Джозуэ Кардуччи, который читал в нём лекции по итальянскому языку и литературе на протяжении 40 лет. Также на этом этаже находится зал Геркулеса со статуей мифологического героя, которую в 1730 году изваял скульптор Анджело Пио. Кроме того, в здании палаццо располагаются университетский ректорат, музеи, библиотека и художественная галерея с более чем 600 портретами.

## Музейные коллекции
- Естественная история
  - Музей Улиссе Альдрованди
  - Коллекции Луиджи Фердинандо Марсильи
  - Музей института наук
- Анатомия и акушерство
  - Акушерская школа
  - Анатомические восковые модели Эрколе Лелли
  - Анатомические восковые модели Джованни и Анны Моранди Манцолини.
  - «Венерина» Клементе Сузини
- Физика и химия
  - Свет и оптика
  - Электричество
- Географический зал
- Военная архитектура
- Библиотека института наук
- Галерея кораблей

## Галерея

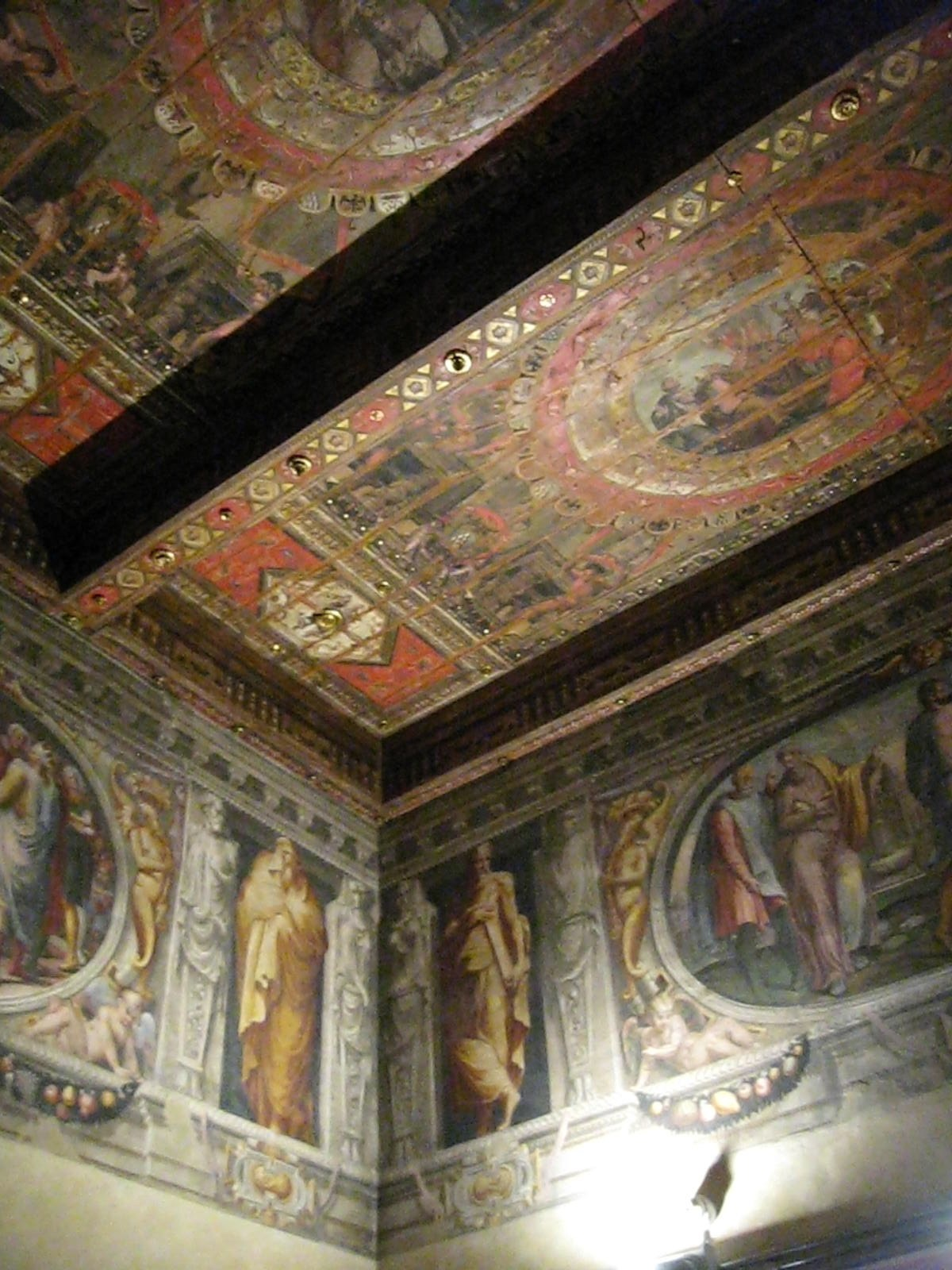
Потолок зала Давида работы Просперо Фонтаны
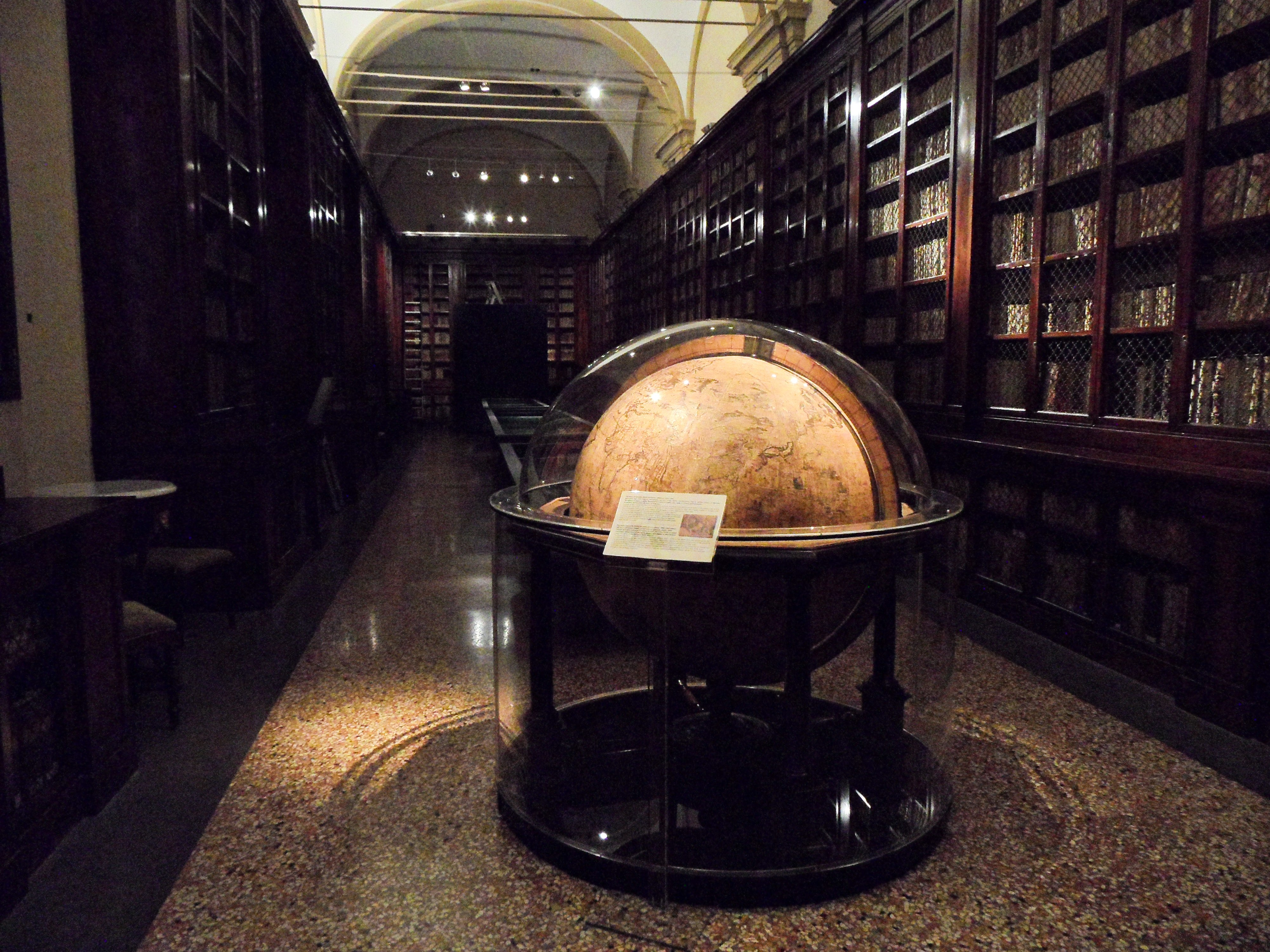
Глобус XVII века работы Винченцо Марии Коронелли
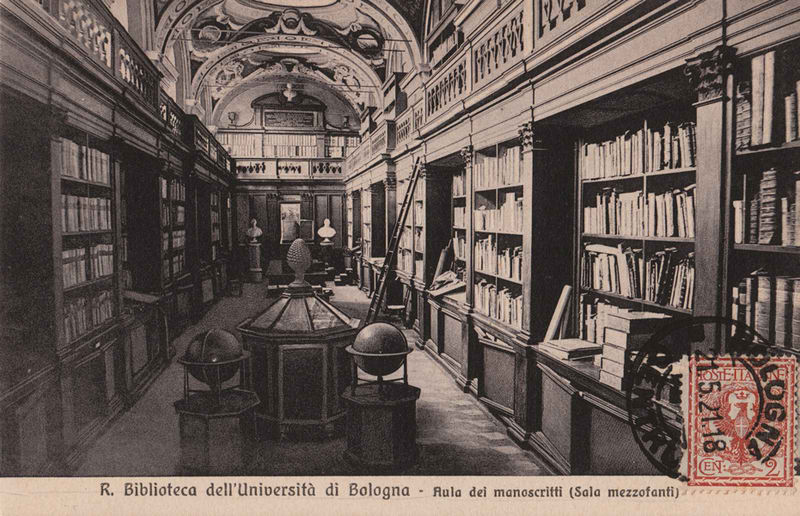
Университетская библиотека
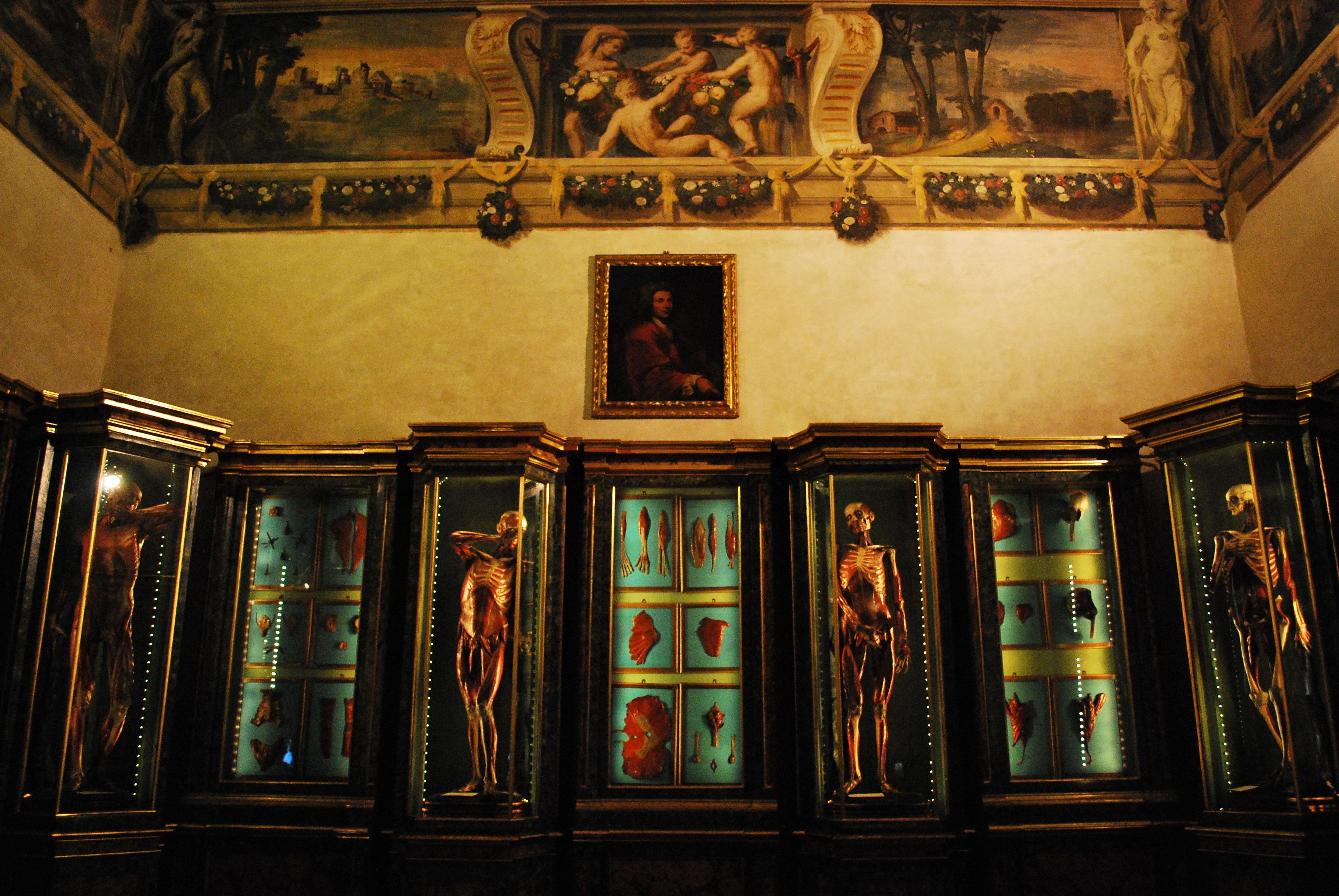
Экспонаты в анатомическом музее
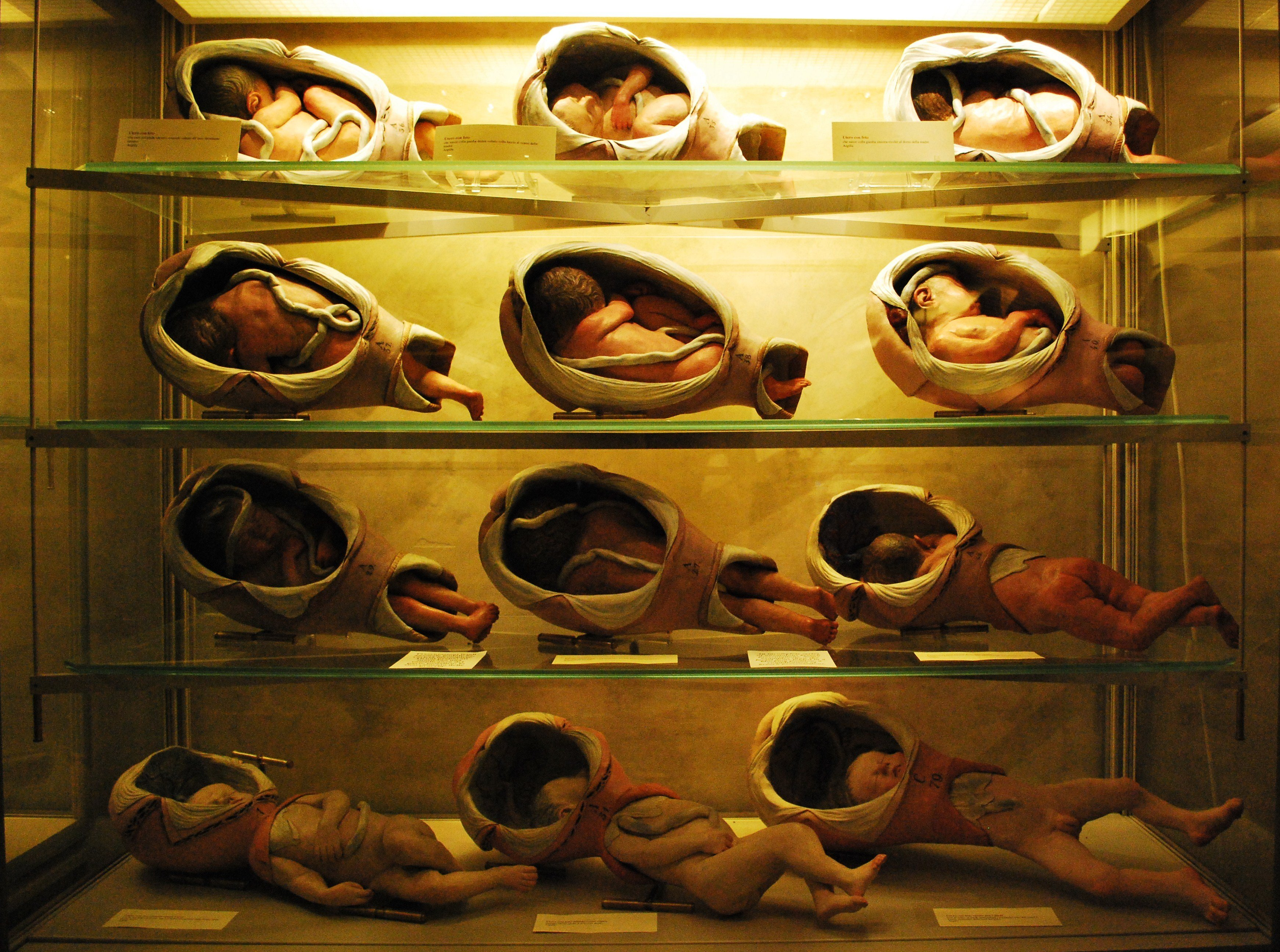
Модели, иллюстрирующие процесс рождения
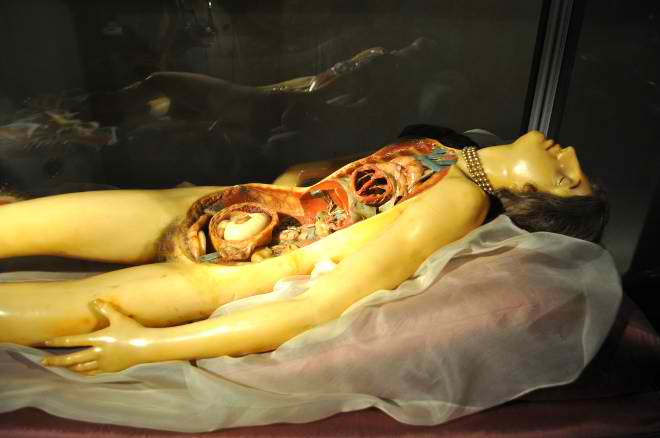
"Венерина" Клементе Сузини (анатомическая восковая модель)